# ウィクリフ・パールー
ウィクリフ・パールー（Wycliff Palu 1982年7月27日 - ）は 、オーストラリアのラグビー指導者。現役時代のポジションはナンバーエイト(No.8)、フランカー(FL)。現在ジャパンラグビーリーグワンクリタウォーターガッシュ昭島のヘッドコーチを務めている。

## 人物
1982年7月27日、ニューカッスルで生まれる。
身長194cm、体重120kg。
トンガの家系。
元ワラビーズのマーク・ジェラードと、その妹でネットボールのオーストラリア代表、モーニア・ジェラードは親戚。

## キャリア
ノーザンビーチス・セカンダリーカレッジ・バルガウアー・ボーイズ・キャンパス卒業。2003年にラグビーリーグに転向し、ナショナルラグビーリーグのセントジョージ・イラワラ・ドラゴンズ(St. George Illawarra Dragons)に所属。
2005年、ユニオンに戻り、スーパー12(現スーパーラグビー）のワラターズに入る。
2006年、ワラビーズに初選出、イングランド戦で代表デビュー。
2007年、ラグビーワールドカップフランス大会のオーストラリア代表に選出される(ベスト8)。
2010年のスーパー14レギュラーシーズンでハムストリングを負傷、翌2011年3月のスーパーラグビー、チーターズ戦で11ヶ月ぶりに復帰する。
2011年、ラグビーワールドカップニュージーランド大会のオーストラリア代表に選出される(3位)。
2015年、ラグビーワールドカップイングランド大会のオーストラリア代表に選出され(準優勝)、同年にはトップリーグのトヨタ自動車ヴェルブリッツに加入 予定だったが、イングランド大会で負傷したため選手登録を抹消した。
2016年、トヨタ自動車ヴェルブリッツに加入。同年8月27日に行われたジャパンラグビートップリーグ第1節の豊田自動織機シャトルズ戦に途中出場で公式戦初出場を果たす。
2018年、栗田工業ウォーターガッシュに加入。
2022年、クリタウォーターガッシュ昭島のヘッドコーチに就任。

## リンク
- クリタウォーターガッシュ昭島 メンバー紹介
- Wycliff Palu Rugby Union
- Wallabies Profile